# Дмитриев, Олег Алексеевич
Олег Алексеевич Дмитриев (1913—2009) — советский художник и художник-график, пейзажист и пушкинист.

## Биография
Родился в дворянской семье, отец — военный инженер, мать — учительница музыки. Детство его прошло в Абхазии, где с 1916 г. служил отец.
В 1937—1942 гг. учился в Московском институте изобразительных искусств у М. А. Доброва (1877—1958).

### Семья
Жена — Валентина Васильевна Данилова (1906—1998), художник-график.

## Творчество
В 1942 году был принят в МОСХ; член Союза художников СССР с 1946 года.
С 1943 г. участвовал в многочисленных выставках на территории СССР и России.
Включен в 13-й выпуск «Единого художественного рейтинга» с категорией 4А (состоявшийся профессиональный художник с творческим потенциалом).
Картины О. Дмитриева входят в собрания многих музеев России:
- Чувашский государственный художественный музей[1]
- Соликамский краеведческий музей[2]
- Музей истории и реконструкции Москвы
- Литературный музей
- Нижегородский государственный художественный музей
- Музей Н. Г. Чернышевского (Саратов)
- Березниковский государственный краеведческий музей
- Пермская государственная художественная галерея
- Картинная галерея г. Красноармейск Московской обл.[3]

Смотришь на картины Олега Дмитриева в отделе изобразительного искусства соликамского краеведческого музея? и буквально теряешься. Неужели столь разные полотна создал один и тот же художник?
Пожалуй, москвич Дмитриев в какой-то мере сопоставим с нашим Александром Репиным. Оба творчески сформировались в эпоху самого консервативного традиционализма, но Репин даст 100 очков вперед самым крутым нынешним авангардистам, а с Дмитриевым из молодых можно сравнить разве что Валерия Подкуйко. Такой же пылающий колорит, вольный и широкий мазок — и вдруг рядом с экзотическими пейзажами, созданными в сухумском дендрарии, видишь картины, будто членом любительского объединения живописцев гладенько намалеванные, назидательным старичком этаким. То ли перед нами намеренный провокативный наив, то ли художник на полном серьезе взялся «разакадемичивать» «пушкиниану» и не заметил, как очутился на эстетической территории анекдота, достойного Хармса.
«Языков в Михайловском»: тут вам и веселенькая старушка Арина Родионовна, и друг великого поэта, воздымающий бокал, и сам Александр Сергеич, такой жовиально-сангвинический, что похож, скорее, на Ноздрева, чем на автора «Я помню чудное мгновенье…». При том картина имеет композицию самую расклассическую, словно у Шебуева или Брюллова.
«Пушкин у Дельвига»: лицейский однокашник Пушкина, свежий и упитанный (хоть и умирающий), возлежит на пышной подушке, а Пушкин на его постели вольготно развалился, ногу на ногу закинул, и вид имеет уж совершенно сатирический, только копытца не хватает.

А может, Пушкин таким и был? Не зря же он себя в виде обезьянки на автокарикатурах изображал.—   (недоступная ссылка) Проверено 9 августа 2013.
Умер в 2009 году. Прах захоронен на Донском кладбище.

## Награды и признание
- Почётный гражданин города Соликамск — за активное участие в создание Соликамского краеведческого музея; в музей было передано более 300 работ художника.